# Église Saint-Michel de Nevogilde
L'église Saint-Michel (portugais : Igreja de São Miguel) est une église catholique romaine du quartier Nevogilde de la ville portugaise de Porto.
L'église a été construite au XVIIIe siècle, alors que le village de Nevogilde comptait encore peu d'habitants et était majoritairement agricole.
La petite église à nef unique avec chœur suit la conception baroque. La façade utilise des éléments simples et clairement formulés.